# Alana Subasic
Alana Subasic (* 11. März 2007) ist eine australische Tennisspielerin.

## Karriere
Alana Subasic begann mit sechs Jahren das Tennisspielen. 2019 gewann sie den Titel bei den Australischen Meisterschaften der U12 im Einzel. 2022 gewann sie im Mai das J5 Tennispark Pointer Open 2022 in Skopje, wo sie im Finakle Anja Stanković mit 7:5 und 6:4besiegte.
2023 startete sie bei den Australian Open, wo sie im Juniorinneneinzel eine Wildcard für das Hauptfeld erhielt. Sie verlor in der ersten Runde mit 5:7 und 1:6 gegen Maria Daciana Ciubotaru. Im Mai und Juni gewann sie das J30 und J60 in Darwin. Danach brach sie sich das Handgelenk und musste sechs Monate pausieren.
2024 qualifizierte sie sich zu Beginn des Jahres bei den Australian Open im Juniorinneneinzel für das Hauptfeld, wo sie mit einem 5:7, 6:2 und 7:5 Sieg in der ersten Runde über Noemi Basiletti in die zweite Runde einzog, wo sie dann aber der an Position vier gesetzten Hannah Klugman mit 1:6 und 2:6 unterlag. Im Juniorinnendoppel verlor sie an der Seite ihrer Partnerin Renee Alame bereits in der ersten Runde mit 1:6 und 3:6 gegen Assylschan Arystanbekowa und Yuliya Perapekhina. Im Februar und März erreichte sie viermal hintereinander ein Finale im Einzel bei ITF-Juniorinnenwettbewerben. Ende Mai bei den French Open erhielt sie eine Wildcard für das Hauptfeld im Juniorinneneinzel, wo sie in der ersten Runde mit 2:6 und 2:6 gegen Rossiza Dentschewa verlor. Im Juniorinnendoppel verlor sie an der Seite von Olivia Carneiro in der ersten Runde gegen Malak El Allami und Rose Marie Nijkamp mit 0:6 und 4:6. Im Oktober erhielt sie eine Wildcard für das Hauptfeld der mit 60.000 US-Dollar dotierten Perpetual NSW Open, wo sie in der ersten Runde mit 4:6 und 5:7 gegen die topgesetzte Talia Gibson verlor. Ende des Jahres wurde sie erstmals unter den Top 100 der Juniorinnen in der ITF-Rangliste geführt.
2025 erhielt sie zu Beginn des Jahres eine Wildcard für die Qualifikation zum Hauptfeld im Dameneinzel der Workday Canberra International, ihrem ersten Turnier der WTA 125-Turnierserie. Mit einem 6:2 und 6:3 Sieg in der ersten Runde gegen Giorgia Pedone erreichte sie die zweite Qualifikationsrunde, wo sie mit 7:5, 0:6 und 1:6 gegen die in der Qualifikation topgesetzte Alexandra Eala verlor und den Einzug ins Hauptfeld nur knapp verpasste. Mitte Januar erhielt sie eine Wildcard für die Qualifikation für das Hauptfeld im Dameneinzel der Australian Open, wo sie mit 2:6 und 3:6 gegen Veronika Erjavec verlor.